# Tubificoides postcapillatus
Tubificoides postcapillatus is een ringworm uit de familie van de Naididae. De wetenschappelijke naam van de soort is voor het eerst geldig gepubliceerd in 1974 door Cook.